# Mentalität
Mentalität (von lateinisch mens, den Geist betreffend) bezeichnet eine vorherrschende psychische Persönlichkeitseigenschaft (Prädisposition) im Sinne eines Denk- und Verhaltensmusters einer Person oder sozialen Gruppe (z. B. einer Bevölkerungs- oder Berufsgruppe) und wird auch auf gesamte Nationen bezogen. Kulturwissenschaftler versuchen die Mentalität durch sogenannte „Kulturstandards“ beschreibbar zu machen. Deren Seriosität ist jedoch umstritten, da sie zu Stereotypen führen können.
Wissenschaftlich wird der Begriff vor allem in der Soziologie und in der Mentalitätsgeschichte verwendet.

## Mentalitäten in der Soziologie
Theodor Geiger bezeichnet Mentalität als „subjektive Ideologie“. Er nimmt an, dass die Menschen auf Grund ihrer Schichtzugehörigkeit und den damit verbundenen Lebensverhältnissen eine bestimmte Mentalität entwickeln. Schicht ist für Geiger die Verknüpfung einer sozialen Lage mit einer spezifischen Mentalität, welche sich in der Lebensführung (Lebensduktus) widerspiegelt. Aber nicht alle Menschen einer Schicht entwickeln dieselbe Mentalität.
Die Annahme von kollektiven Dispositionen, die das Verhalten und Denken von Personen bestimmen, stößt auch auf Kritik. Für den Historiker Stefan Haas ist Mentalität ein „schillernder Begriff“, der zur Bezeichnung kollektiver Bewusstseinszustände verwendet wird. Mentalitäten sind formloser als z. B. politische Ideologien und daher schwer zu bestimmen und abzugrenzen.
Der Begriff der Mentalität kann negativ konnotiert sein im Sinne von Klischee, Vorurteil oder Stereotyp. Andererseits kann eine Mentalität als Grundlage für Verhaltensnormen in einer gesellschaftlichen Gruppierung bewusst akzeptiert werden.

## Mentalität in der Psychologie
Carol Dweck, eine führende Psychologin in der Mentalitäts- und Verhaltensforschung, geht hier auf zwei verschiedene Arten der Mentalität ein und beschreibt neben der Wachstumsdenkweise die fixe Denkweise. In einem Interview aus 2012 erklärt sie, wie diese zwei Arten funktionieren:
„Bei einer fixen Denkweise glauben die Schüler, dass ihre Grundfähigkeiten, ihre Intelligenz, ihre Talente, nur fixe Eigenschaften sind. Sie haben eine gewisse Menge und das war's dann auch schon, und dann wird es ihr Ziel, immer klug auszusehen und nie dumm auszusehen. In einer wachsenden Denkweise verstehen die Schülerinnen und Schüler, dass ihre Talente und Fähigkeiten durch Anstrengung, guten Unterricht und Beharrlichkeit entwickelt werden können. Sie glauben nicht unbedingt, dass alle gleich sind oder jeder Einstein sein kann, aber sie glauben, dass jeder klüger werden kann, wenn er daran arbeitet.“
Kurz gesagt, diejenigen mit einer „fixen Denkweise“ (Fixed Mindset) glauben, dass Fähigkeiten meist angeboren sind und interpretieren Versagen als das Fehlen notwendiger Grundfähigkeiten, während diejenigen mit einer „Wachstumshaltung“ (Growth Mindset) glauben, dass sie jede beliebige Fähigkeit erwerben können, sofern sie sich bemühen oder studieren.

## Historische Mentalitätsforschung
Der Historiker Peter Dinzelbacher definiert eine historische Mentalität als das „Ensemble der Weisen und Inhalte des Denkens und Empfindens, das für ein bestimmtes Kollektiv in einer bestimmten Zeit prägend ist. Mentalität manifestiert sich in Handlungen“. Die Mentalität prägt in dieser Sichtweise die Weltanschauung einer Gruppe von Menschen einer historischen Epoche (z. B. der frühaufklärerische Rationalismus großer Teile der westeuropäischen Eliten). Sie ist Bestandteil der jeweiligen Kultur. Während die meisten Historiker den Mentalitätsbegriff zur Umschreibung langreichweitiger und nur sehr langsam veränderlicher mentaler Dispositionen großer Gruppen über längere Zeiträume anwenden, gibt es vereinzelt auch Versuche, ihn auf sehr viel schneller veränderliche Umbruchsituationen wie etwa die Zeit der Französischen Revolution oder die Phase alliierter Besatzung in Deutschland anzuwenden.
Die historische Mentalitätsforschung setzte in Deutschland anders als in Frankreich (wo die Vertreter der Annales-Schule die Mentalitätsgeschichte begründeten) oder in England erst in den 1980er-Jahren ein.